# Charles Walter De Vis
Charles Walter De Vis, noto come Devis prima del 1882 (Birmingham, 9 maggio 1829 – Brisbane, 30 aprile 1915), è stato uno zoologo e ornitologo inglese.
Inizialmente uomo di Chiesa, abbandonò l'attività ecclesiastica per dedicarsi esclusivamente alla scienza, prima in Inghilterra e dopo il 1870 in Australia.
Fu uno dei membri fondatori della Royal Society of Queensland, della quale fu presidente nel 1888-1889, e della Royal Australasian Ornithologists Union, della quale fu vicepresidente.
Il suo interesse fu rivolto soprattutto allo studio degli uccelli fossili del Queensland (Darling Downs) e dell'Australia meridionale (Cooper Creek), ma descrisse anche un gran numero di specie viventi di uccelli. Infatti, a causa della scarsità di conoscenze della biostratigrafia e dell'evoluzione - come molti ornitologi del suo tempo - scambiò i resti subfossili di uccelli attuali per i resti di specie preistoriche estinte.